# ネッパス
株式会社ネッパス（Neppas）とは、宮城県内に本社を置く企業である。宮城県内における店舗のクーポンをインターネット上で販売。その他にもイベントの企画運営等を行う。

## クーポン事業
宮城県内、主に仙台市で運営している店舗の共同購入型クーポンの販売。クーポンの成立には一定数の購入者が必要であり、規定の利用者に達した場合のみ、クーポンの発券と決済が行われる。決済方法はクレジットカードのみ。

## イベント企画運営

### 街コン運営
社名・事業の名を冠した『ネッパス街コン』の企画、運営開催を行う。
- 第一回ネッパス街コン in Sendai

　2013年7月7日開催。仙台市内の飲食店を利用。
- 第二回ネッパス街コン in Sendai

　2013年9月15日開催。仙台市内の飲食店を利用。

## 備考
- 社名の『Neppas』(ネッパス)は、「くっつける」を意味する東北地方の方言「ねっぱす」が由来。